# Niccolò d'Acciapaccio
Niccolò d'Acciapaccio (Sorrento, 1383 - Roma, 3 de abril de 1447) foi um cardeal do século XV.

## Biografia
Nasceu em Sorrento em 1383. De uma família nobre. Segundo filho de Pietro Acciapaccio e Maria Capece. Ele foi chamado de Cardeal de Cápua. Seu sobrenome também está listado como Acciapaccia.
Estudou direito em Nápoles e obteve o doutorado in utroque iure, tanto em direito canônico quanto em direito civil. Conselheiro da Rainha Joana de Nápoles. Clérigo de Sorrento.
Eleito bispo de Tropea pelo Papa Gregório XII, em 17 de setembro de 1410; em 10 de setembro de 1410 recebeu dispensa por ainda não ter atingido a idade canônica; confirmado pelo Antipapa João XXIII em 30 de janeiro de 1413. Consagrado em 11 de dezembro de 1410, pelo Antipapa João XXIII. Promovido à sé metropolitana de Cápua em 18 de fevereiro de 1435 por Eugênio IV.
Criado cardeal-presbítero no consistório de 18 de dezembro de 1439; recebeu o chapéu vermelho e o título de S. Marcello, em 8 de janeiro de 1440. Partidário do rei René d'Anjou, foi exilado pelo rei Alfonso de Nápoles, que confiscou todas as rendas de sua arquidiocese e outros benefícios; o rei os devolveu mais tarde. Foi notado em Roma em janeiro de 1440 e em outubro de 1442.
Camerlengo do Sagrado Colégio dos Cardeais de 1442 até meados de 1443 (depois de 31 de maio). Foi um dos cardeais encarregados da causa da canonização de Bernardino di Siena; ele escreveu aos sienenses em 15 de fevereiro de 1445. Em 10 de abril de 1446, foi inscrito na Irmandade do Espírito Santo. Deixou Roma e foi para Campanga em 18 de junho de 1446; retornou em 23 de fevereiro de 1447, dia da morte do Papa Eugênio IV. Participou do conclave de 1447, que elegeu o Papa Nicolau V; entrou no conclave em 4 de março de 1447.
Morreu em Roma em 3 de abril de 1447. Enterrado na basílica patriarcal do Vaticano.